# 埃利吉奧潘蒂國家公園
17°01′22″N 89°03′39″W / 17.0228111°N 89.060925°W
埃利吉奧潘蒂國家公園是伯利兹的國家公園，位於該國中部卡約區，面積52.6平方公里，始建於2001年2月23日，有美洲虎、美洲獅、猴子、食蟻獸等野生動物棲息。